# Fontenet
Fontenet est une commune du Sud-Ouest de la France située dans le département de la Charente-Maritime (région Nouvelle-Aquitaine).
Ses habitants sont appelés les Fontenésiens et les Fontenésiennes.

## Géographie

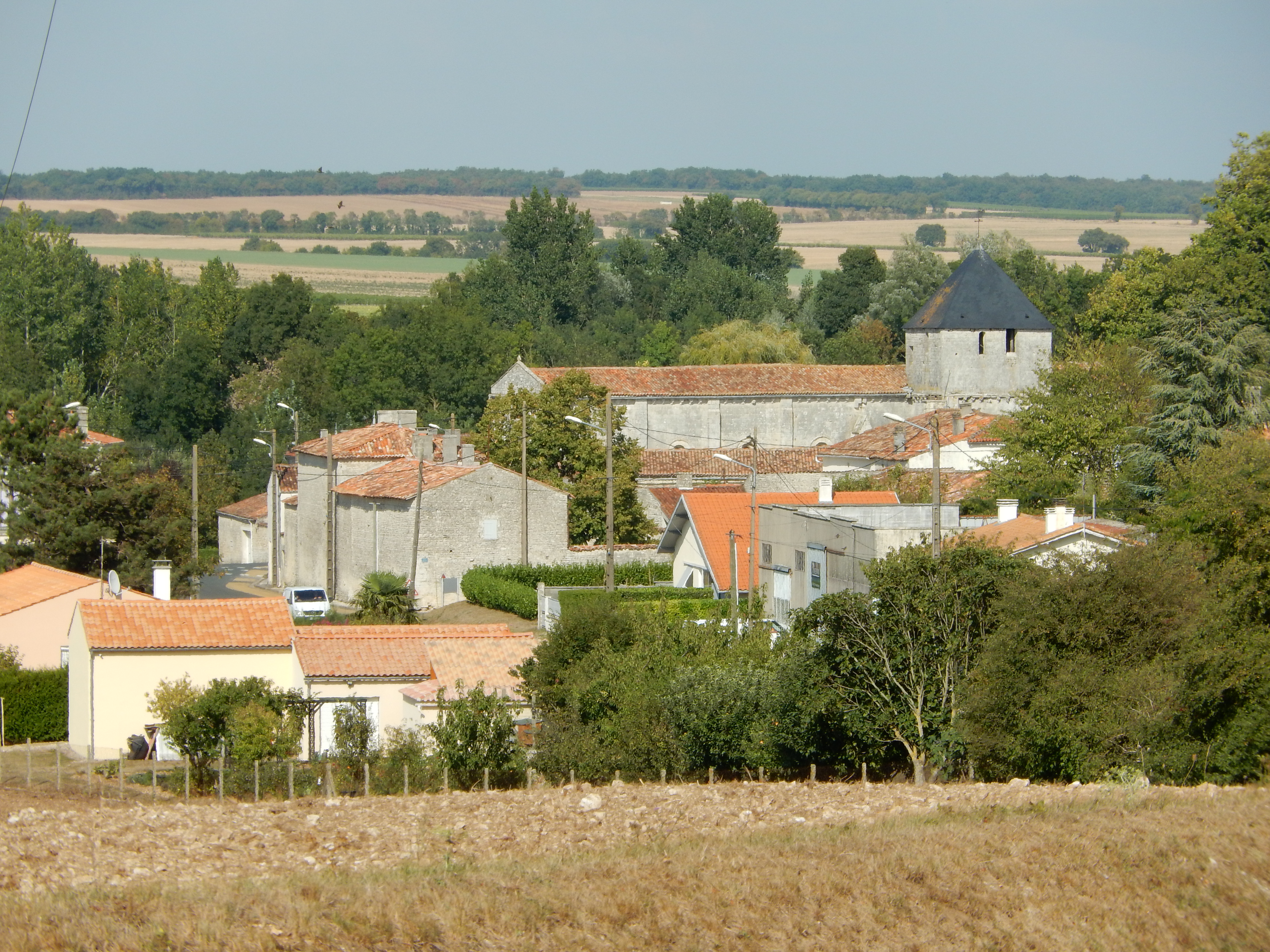
Le village de Fontenet, vu depuis le Sud-Ouest.

Le village de Fontenet est situé à 5 kilomètres à vol d'oiseau de Saint-Jean-d'Angély, la ville la plus proche.
Il est placé sur la rive gauche de la rivière Nie, et de son petit affluent le « Pontreau », qui se jettent dans la Boutonne. La majeure partie de la commune est située sur cette même rive gauche.
Outre le village de Fontenet lui-même, la commune contient les hameaux de la Combe au Sud, la Chagnée à l'Ouest, Moulin Vieux et une partie de Moulin Neuf au Nord-Ouest.
Entre Fontenet et la Combe se trouvent les vestiges du ancien camp militaire « base aérienne 129 », qui occupe une grande portion au centre du territoire communal, et qui abrite aujourd'hui une petite zone d'activités industrielles.

### Communes limitrophes
|                    | Saint-Julien-de-l'Escap |         |
| Asnières-la-Giraud | Fontenet                | Varaize |
|                    | Sainte-Même             |         |

## Urbanisme

### Typologie
Au 1er janvier 2024, Fontenet est catégorisée commune rurale à habitat dispersé, selon la nouvelle grille communale de densité à 7 niveaux définie par l'Insee en 2022.
Elle est située hors unité urbaine. Par ailleurs la commune fait partie de l'aire d'attraction de Saint-Jean-d'Angély, dont elle est une commune de la couronne,. Cette aire, qui regroupe 37 communes, est catégorisée dans les aires de moins de 50 000 habitants,.

### Occupation des sols
L'occupation des sols de la commune, telle qu'elle ressort de la base de données européenne d’occupation biophysique des sols Corine Land Cover (CLC), est marquée par l'importance des territoires agricoles (63,1 % en 2018), en diminution par rapport à 1990 (67,2 %). La répartition détaillée en 2018 est la suivante : 
terres arables (56,1 %), forêts (16,8 %), zones industrielles ou commerciales et réseaux de communication (16,2 %), zones agricoles hétérogènes (7 %), zones urbanisées (3,9 %). L'évolution de l’occupation des sols de la commune et de ses infrastructures peut être observée sur les différentes représentations cartographiques du territoire : la carte de Cassini (XVIIIe siècle), la carte d'état-major (1820-1866) et les cartes ou photos aériennes de l'IGN pour la période actuelle (1950 à aujourd'hui).

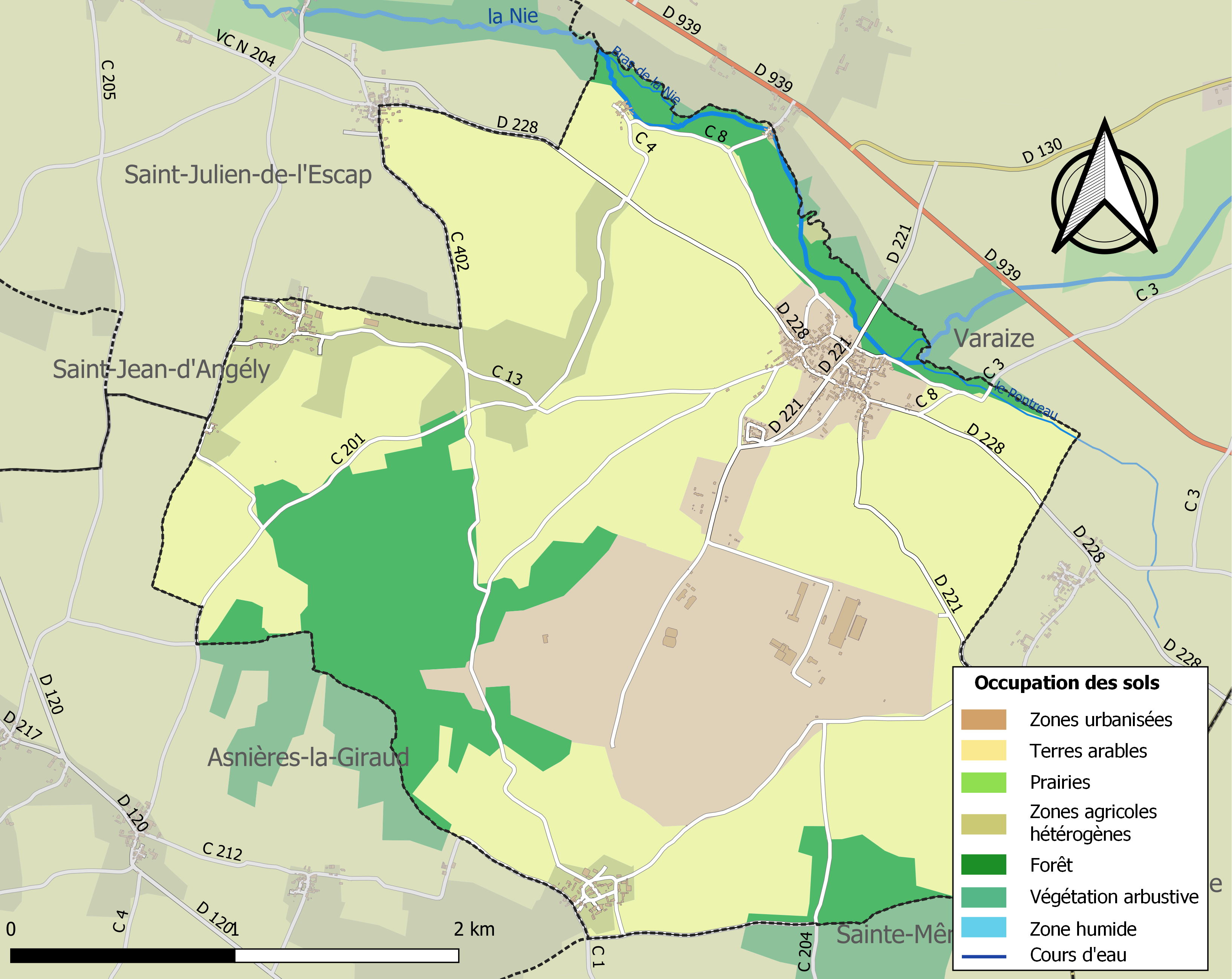
Carte des infrastructures et de l'occupation des sols de la commune en 2018 (CLC).

## Toponymie
Du latin fontanetum, de fontana "source", suivi du suffixe latin -etum qui évoque la présence de sources. Ce toponyme est de la même famille que les Fontenay, Fontenoy, Fontanet.

## Administration

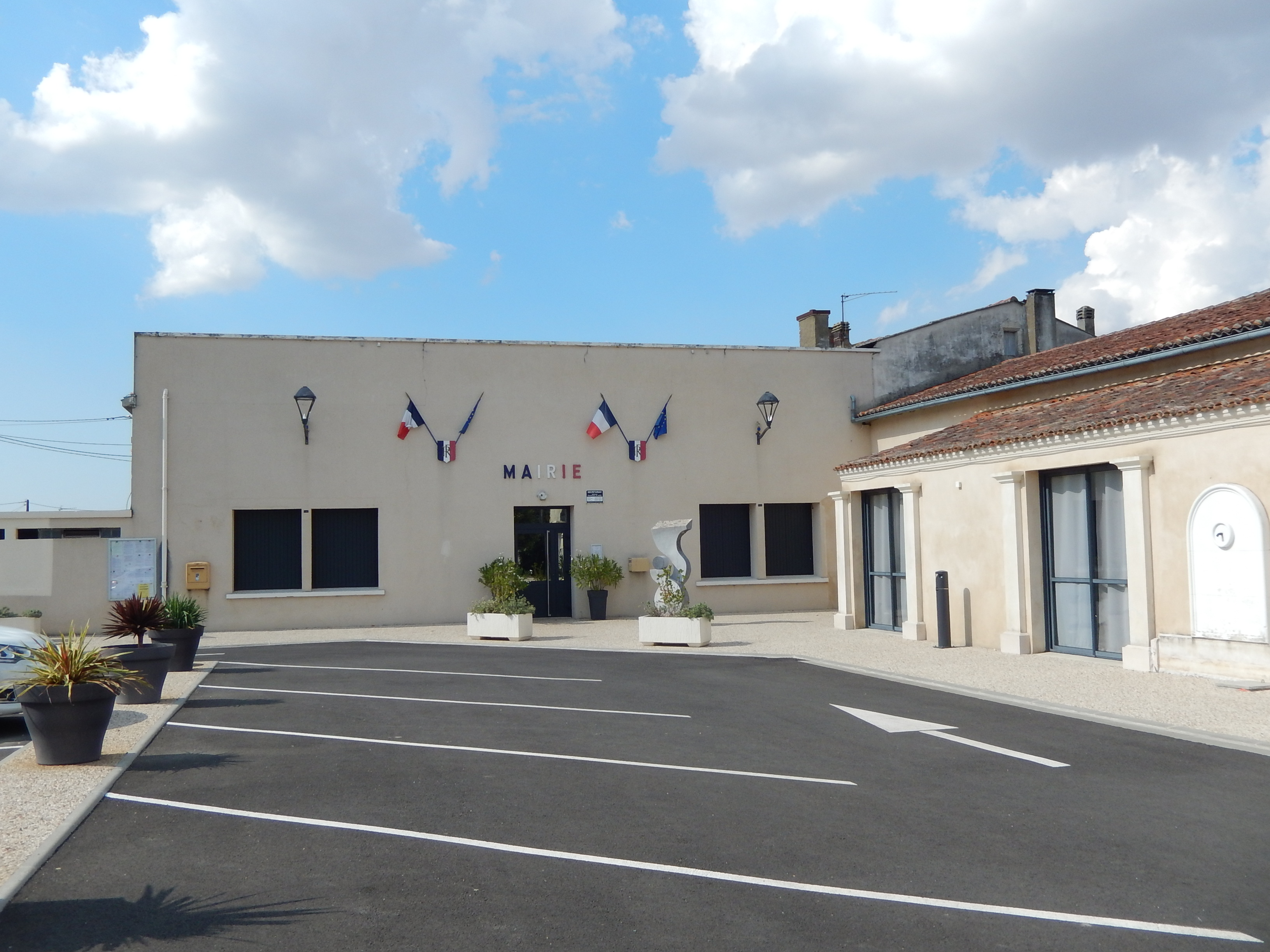
La mairie.

### Liste des maires
| Période                                  | Période  | Identité       | Étiquette | Qualité |
| ---------------------------------------- | -------- | -------------- | --------- | ------- |
| 2001                                     | 2008     | Robert Laclie  |           |         |
| 2008                                     | 2011     | Michel Villain |           |         |
| 2011                                     | En cours | Pascal Sagy    |           | Ouvrier |
| Les données manquantes sont à compléter. |          |                |           |         |

## Population et société

### Démographie

#### Évolution démographique
L'évolution du nombre d'habitants est connue à travers les recensements de la population effectués dans la commune depuis 1793. Pour les communes de moins de 10 000 habitants, une enquête de recensement portant sur toute la population est réalisée tous les cinq ans, les populations de référence des années intermédiaires étant quant à elles estimées par interpolation ou extrapolation. Pour la commune, le premier recensement exhaustif entrant dans le cadre du nouveau dispositif a été réalisé en 2008.

En 2022, la commune comptait 392 habitants, en évolution de −2,73 % par rapport à 2016 (Charente-Maritime : +4,04 %, France hors Mayotte : +2,11 %).
| 1793 | 1800 | 1806 | 1821 | 1831 | 1836 | 1841 | 1846 | 1851 |
| ---- | ---- | ---- | ---- | ---- | ---- | ---- | ---- | ---- |
| 637  | 552  | 661  | 647  | 803  | 763  | 763  | 794  | 771  |

| 1856 | 1861 | 1866 | 1872 | 1876 | 1881 | 1886 | 1891 | 1896 |
| ---- | ---- | ---- | ---- | ---- | ---- | ---- | ---- | ---- |
| 806  | 836  | 793  | 779  | 731  | 706  | 666  | 627  | 609  |

| 1901 | 1906 | 1911 | 1921 | 1926 | 1931 | 1936 | 1946 | 1954 |
| ---- | ---- | ---- | ---- | ---- | ---- | ---- | ---- | ---- |
| 547  | 533  | 542  | 503  | 464  | 456  | 451  | 374  | 455  |

| 1962 | 1968 | 1975 | 1982 | 1990 | 1999 | 2006 | 2008 | 2013 |
| ---- | ---- | ---- | ---- | ---- | ---- | ---- | ---- | ---- |
| 566  | 454  | 394  | 393  | 365  | 371  | 369  | 369  | 400  |

| 2018 | 2022 | - | - | - | - | - | - | - |
| ---- | ---- | - | - | - | - | - | - | - |
| 390  | 392  | - | - | - | - | - | - | - |

## Culture locale et patrimoine

### Lieux et monuments
- L'église Saint-Vincent.
- Lavoir au bord de la Nie.
- La base aérienne 129 Saint-Jean-d'Angély-Fontenet était située sur le territoire de la commune, de 1937 à 1963. Elle abritait notamment l'école des radionavigants de l'Armée de l'air.

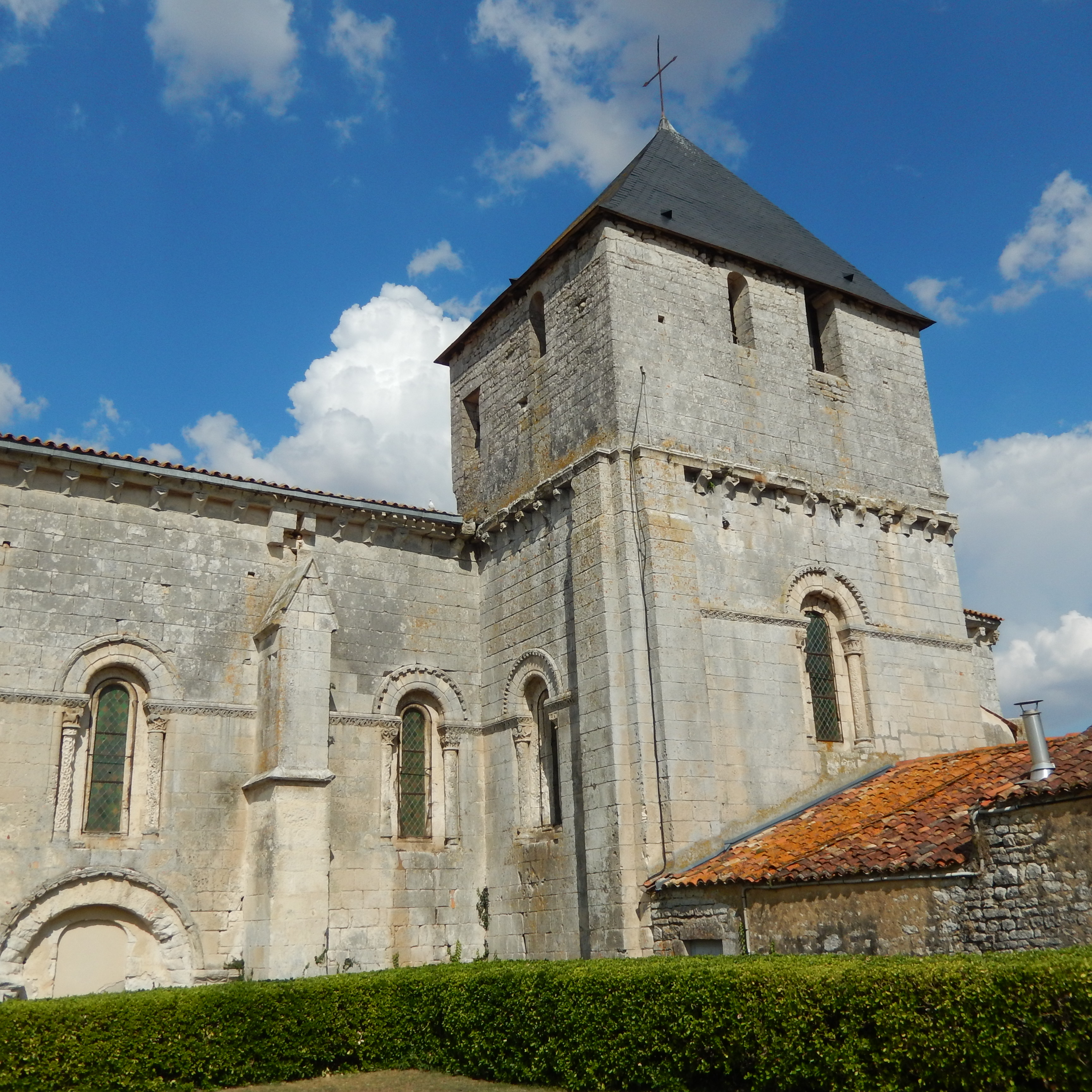
Le clocher de l'église Saint-Vincent.
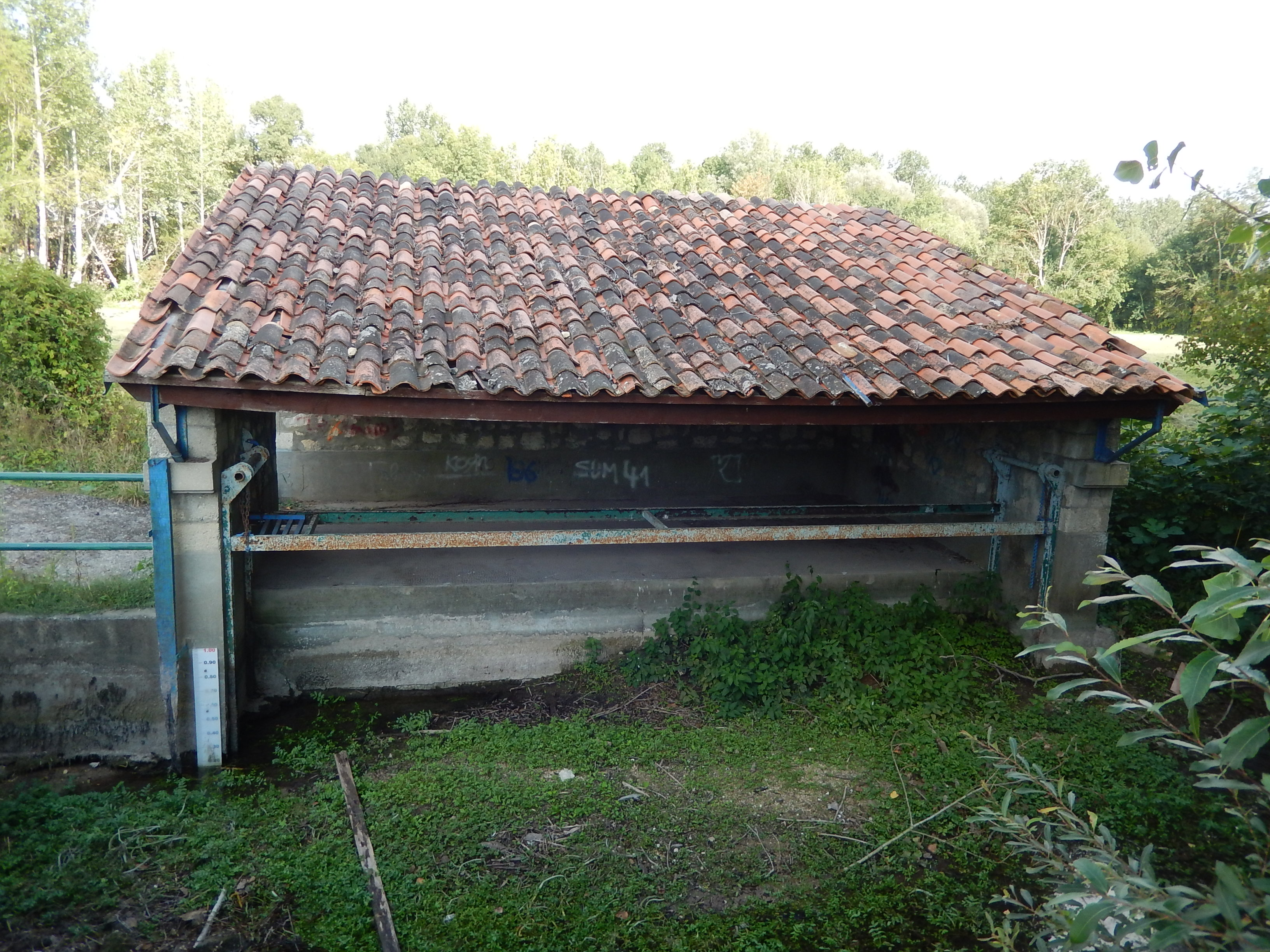
Le lavoir de Fontenet.
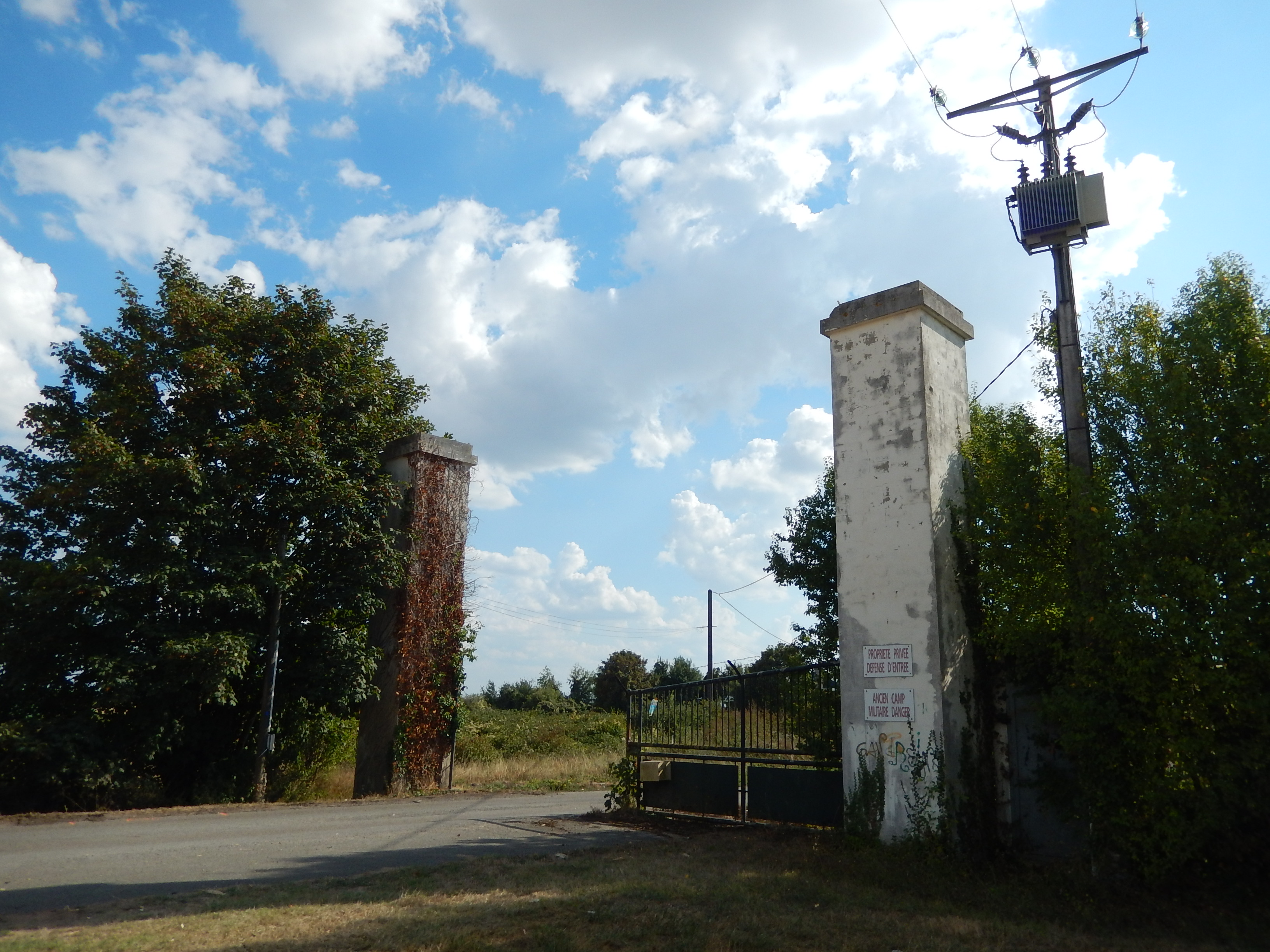
L'entrée de l'ancienne base aérienne.